# 巽神社 (鎌倉市)
巽神社（たつみじんじゃ）は、神奈川県鎌倉市の神社。

## 歴史
801年（延暦20年）に創建された。坂上田村麻呂が蝦夷征討に出征の際、鎌倉葛原ヶ岡に神社を創建した。その後、1049年（永承4年）に源頼義が現在地に移転した。
当社が寿福寺の巽の方角（南東）に位置していることから「巽荒神」とも呼ばれている。浄光明寺が別当寺であった。

## 交通アクセス
- 鎌倉駅より徒歩6分。